# Levensvorm
De levensvormen van planten zijn de fysiologische aanpassingen aan het milieu, die zich weerspiegelt in de bouw van de plant. Levensvormen kunnen worden onderscheiden op grond van verschillende criteria, zoals aanpassing aan het leven in of bij het water, of overleving van het ongunstige seizoen.
De term levensvorm wordt onderscheiden van de term groeivorm, wat een meer zuiver plantenmorfologisch begrip is. Vaak worden de termen niet scherp gescheiden of zelfs door elkaar gebruikt, omdat er gewoonlijk een nauwe samenhang is tussen vorm en functie.
N.B.: de term levensvorm wordt in het dagelijks spraakgebruik gebruikt voor organisme of levend wezen.

## Gebruik
Bij het vegetatiekundig onderzoek van vegetaties wordt de vegetatietextuur mede bepaald aan de hand van spectrum (relatieve aandeel) aan levensvormen. Van vegetatieopnamen kunnen de spectra worden berekend en worden vergeleken tussen de verschillende vegetatietypen. Deze textuurkenmerken van de vegetatie geven informatie over de milieufactoren die een rol spelen in de ecologie van de betreffende vegetatie. Voor elke soort moet vooraf bekend zijn tot welke categorie ze worden gerekend; daarbij kan de abundantie van de waargenomen soorten in een vegetatieopname worden meegewogen. Deze benadering kan nuttige ecologische informatie opleveren, bijvoorbeeld over de gevoeligheid voor wijzigingen in de grondwaterspiegel.

## Groeivorm en levensduur
De indeling in groeivormen naar morfologische kenmerken voor planten is voor een deel verwerkt in de indeling in levensvormen volgens Raunkiær. Bij een fysiognomische indeling van vegetatie spelen de groeivormen een rol. 
Eveneens is een indeling van planten naar levensduur voorgesteld, die voor een deel overeenkomt met die voor groeivormen en voor levensvormen. De verschillende literatuur over definities van groeivormen en levensvormen is soms verwarrend of tegenstrijdig. 

## Typologieën

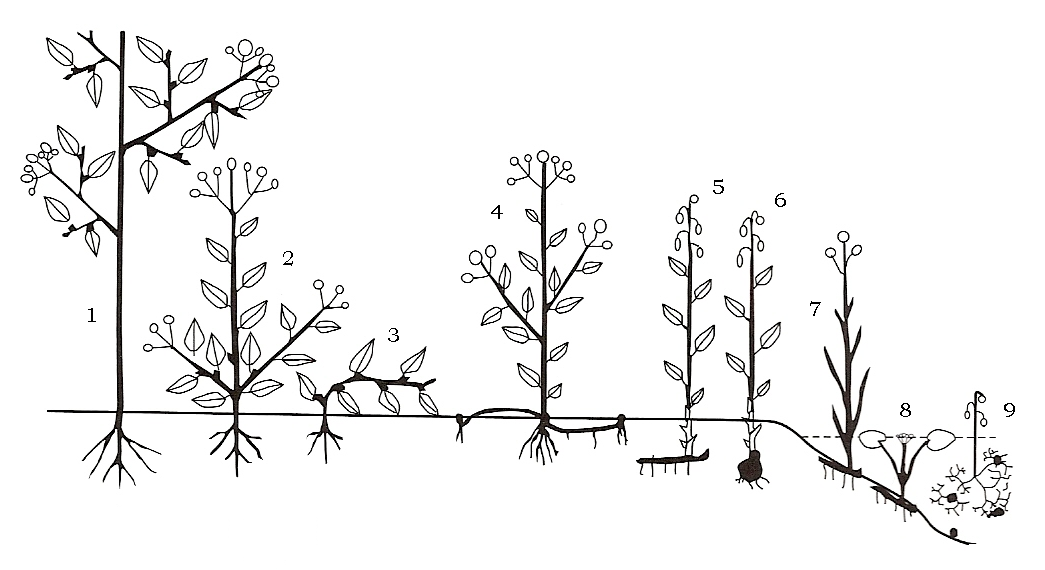
Raunkiær's levensvormen:
1. Fanerofyt.
2-3. Chamefyt.
4. Hemikryptofyt.
5-6. Cryptofyt.
7. Helofyt.
8-9. Hydrofyt.
Therofyt (wordt niet getoond)

Er zijn verschillende typologieën voor levensvormen, waarvan die volgens Raunkiær de meest gebruikte, en ook de meest aangepaste is. Zijn indeling is gebaseerd op de overlevingsstrategie gedurende het ongunstigste seizoen. Iversen en Londo hebben indelingen gemaakt waarbij de afhankelijkheid van water of van de grondwaterspiegel belangrijke indelingscriteria zijn.

### Raunkiær
De indeling in levensvormen volgens Raunkiær wordt het meest gebruikt, zoals in de beschrijvende plantkunde en in de vegetatiekunde. De indeling is gebaseerd op de plaatsing van de organen, met name de knoppen en zaden, die van belang zijn voor het overleven van het ongunstige seizoen, zoals koude winters of droge zomers. De indeling in levensvormen van Raunkiær wordt veel gebruikt en is veelvuldig aangepast.
| - Therofyten zijn eenmaal bloeiende (hapaxanthe), kruidachtige soorten die hun levenscyclus voltooien in minder dan een jaar. Therofyten vormen geen organen voor overwintering, maar ze overwinteren door zaden. - Fanerofyten (→ 1) hebben een houtige stengel of stam en hebben de knoppen meer dan 30 cm boven de grond. - bomen hebben een stam, die zich niet direct boven de bodem vertakt. - struiken vertakt zich reeds vlak boven de bodem. - Epifyten leven vastgehecht op andere planten (niet afgebeeld). - Chamefyten zijn rechtopstaande en kruipende planten met de knoppen tussen de één en 30 cm boven de grond. De knoppen worden meestal beschermd door de sneeuw en profiteren van het microklimaat boven de bodem. - dwergstruiken (→ 2) - kussenplanten (stengels alle ongeveer even lang en dicht naast elkaar geplaatst). - kruipende planten (→ 3) (met bovengrondse uitlopers). - vetplant (bladeren verdikt of afwezig, stengel verdikt; daar vindt de opslag van water plaats). - grasachtige planten (met lange smalle bladeren; bv. grassen, zeggen, russen en biezen). - Hemikryptofyt (→ 4) hebben hun knoppen direct op de bodem, zodat ze worden beschermd door de strooisellaag. De knoppen bevinden zich vaak in basale delen van scheuten van het voorgaande jaar. - rozetplanten (hebben een zeer verkorte stengel met een bladrozet). - polvormende planten. - rechtopstaande en opstijgende planten. - Geofyten of kryptofyten vormen ondergrondse in de organen voor overwintering en knoppen die bijzonder goed worden beschermd. - knolgeofyten (→ 6) (overwintering met knollen). - bolgeofyten (→ 6) (overwintering met bollen). - wortelstok-geofyten (→ 5) (overwintering met wortelstokken). - Helofyten (→ 7) zie hieronder - Hydrofyten (→ 8+9) zie hieronder |

### Iversen
Naar Iversen is de indeling in levensvormen naar de aanpassing aan de waterhuishouding van hun standplaats. 
| - terrifyten, terrestrische planten: de op het land levende planten, weer onderverdeeld in: - xerofyten of droogteplanten, waaronder: - seizoensxerofyten kunnen droogte goed verdragen omdat ze zich in het natte seizoen volzuigen. - sclerofyten: planten met stevige of taaie, leerachtige bladen, zodat de verdamping wordt tegengegaan, en met een goed wortelstelsel. - succulenten: vlezige planten, vaak zonder of met slechts kleine bladen. - mesofyten: aan een matig vochtig milieu aangepaste planten door grotere, dunnere bladen. - hygrofyten: vochtplanten; planten met weinig steunweefsel, turgordruk van de cellen zorgt voor de stevigheid van de plant. - helofyten, telmatofyten of moerasplanten (→ 7): moerasplanten met luchtkanalen als aanpassing aan een zuurstofarm milieu. - hydrofyten of limnofyten (→ 8+9): drijvende en ondergedoken waterplanten. - amfifyten die aangepast zijn aan een wisselende omstandigheden, vaak met land- en watervormen. |

### Londo
Planten kunnen naar Ger Londo ook verdeeld worden in levensvormen naar hun afhankelijkheid van freatisch vlak. Deze indeling is mede afhankelijk van de korrelgrootteverdeling van de vaste bodemdeeltjes. Ook de kwaliteit van het grondwater speelt een grote rol. Sommige soorten zijn gebonden aan basenrijke omstandigheden (kalk), zoals Zeegroene zegge, Es en Parnassia.
| - hydrofyten of waterplanten: planten waarvan in elk geval de vegetatieve delen zich in normale omstandigheden onder water en/of drijvend op het wateroppervlak bevinden - freatofyten of grondwaterplanten: planten die in een bepaald gebied gebonden zijn aan bereikbaar grondwater - obligate freatofyten: soorten die uitsluitend binnen de invloed van het grondwater voorkomen - permanent water aan het maaiveld nodig voor een goede ontwikkeling en een volledige levenscyclus - soorten van vochtige bodem, met grondwater net onder het maaiveld - niet-obligate of facultatieve freatofyten: soorten die op bepaalde plaatsen ook buiten de invloed van het grondwater kunnen groeien - vochtsoorten - kalk-afreatofyten: soort waarvan het voorkomen gebonden is aan basenrijke omstandigheden en daar niet afhankelijk is van grondwater - plaatselijke freatofyten - duinfreatofyten - afreatofyten: soorten die in hun voorkomen niet aan de invloedssfeer van het grondwater gebonden zijn - halofyten: soorten die uitsluitend op zilte gebieden voorkomen |